# 마스트레타
마스트레타는 다니엘 마스트레타가 1987년에 설립한 멕시코 자동차 제조업체이자 디자인 스튜디오이다. 이 회사는 스포츠카를 생산한다.
마스트레타는 처음에 테크노이데아 및 우네디세뇨 라는 브랜드로 소수의 키트 자동차를 개발하기 시작했다. 그런 다음 그들의 첫 번째 모델인 마스트레타 MXA가 생산을 시작했고 그 뒤를 마스트레타 MXB가 따랐다. 이 회사의 가장 성공적인 모델은 플래그십 모델인 마스트레타 MXT이다. MXT의 섀시, 차체, 인테리어 및 기타 수많은 구성 요소는 멕시코에서 제작되지만 엔진, 변속기 및 기타 구성 요소는 미국에서 제조된다.